# حسن خردو
حسن خردو روستایی در دهستان طوس بخش مرکزی شهرستان مشهد استان خراسان رضوی ایران است.

## جمعیت
این روستا در دهستان طوس قرار دارد و براساس سرشماری مرکز آمار ایران در سال ۱۳۸۵، جمعیت آن ۲۳۳ نفر (۶۱خانوار) بوده‌است.

## موقعیت سیاسی
روستای حسن خردو (Hasan Khordo) از توابع دهستان طوس بخش مرکزی شهرستان مشهد می‌باشد.

## وجه تسمیه
به آن حسن خوردو (Hasan Khurdo) می‌گویند. نام واژه جغرافیایی حسن خرود (خوردو) در تمام ایران منحصر به فرد بوده و از نام خاص حسن (به زبان عربی) و صفت خردو (به گویش خراسانی) تشکیل شده‌است.
خاندان خردو اصالتی روسی دارند و جزء خانواده‌های متمول روس به‌شمار می‌آمده‌اند که از میان آنان دو ژنرال نامدار ارتش تزاری یعنی سردار کوردینف و سرگئی کوردینف شهرت بسیار داشتند، در سال ۱۸۷۹ م. / ۱۲۵۸ ش. به علت مخالفت با دولت روسیه از این کشور متواری شده و به ایران مهاجرت نمودند. در ابتدای این تبعید خود خواسته و کوچ اجباری، آنان چون امنیت و جان خود را در خطر می‌دیدند، از طریق مرز زمینی وارد گیلان شده ودر شهر آستارا ساکن شدند. سپس چون هر آن احتمال می‌رفت جاسوسان دولت روسیه به این شهر مرزی وارد شده و به آنان آسیب برسانند، پای در رکاب سفر نهاده و راهی خراسان در شرق ایران شدند. این گروه کوچک در شهرستان مشهد اقامت کرده و به ساختن روستایی کوچک دست یازیدند و چون اندام و جثه کوک و ریزی داشتند و در گویش خراسانی خردو به معنای کوچک، خرد، بسیار کوچک می‌باشد)، به این طایفه روس لقب خردو دادند. اندکی بعد این مهاجران روس تغییر آئین داده و از دیانت مسیحیت دست شسته و به مذهب تشیع اثنی عشری گرویدند و نام یکی از بزرگان خود را که به نام امام دوم شیعیان تغییر داده شده بود، بر آبادی خود نهاده و آن را حسن خردو نامیدند. بخشی از اهالی این روستا، بعدها با استر آباد (گرگان کنونی) رفته و در آن جا به ثروت و قدرت رسیدند و اشخاصی چون ملا خردو و بی بی خردو در این شهر به فعالیت مذهبی و اقتصادی پرداختند. عده ای دیگر به ناحیه کرج، بنگرد در لامرد فارس، پارسیان (گاوبندی) در استان هرمزگان، مرج در شهر بابک کرمان و کرج در استان البرز مهاجرت کرده و خرده فرهنگ‌ها و روستاهایی را با نام مشترک خوردو یا خردو (انند یرد خرد در هرمزگان) پدیدآوردند.

## تاریخچه
روستای حسن خوردو (خردو)، یک روستای مهاجرنشین روس است که در روزگار قاجاریه بنیاد نهاده شده‌است. علی نقی حکیم الممالک، که در رکاب ناصرالدین شاه قاجار در روز ۱۲ صفر ۱۲۸۴ ق. / ۲۵ خرداد ۱۲۴۶ ش. به مشهد سفر کرده، نام این روستا را به شکل حسن خوردو و به عنوان یکی از قراء و مزارع رو به چناران از دست راست بلوک میان ولایت مشهد ثبت کرده‌است.
محمدحسن خان اعتمادالسلطنه، وضعیت این روستا در عصر ناصری (۱۳۰۰–۱۲۹۰ ق) را چنین بیان می‌کند:
مزرعه حسن خوردو: قدیم النسق است. در۳ فرسخی شهر واقع است. ۱۲ خانه وار کرد و ترک و تاجیک رعیت دارد. زراعت آنها از قنات مشروب می‌شود. هوایش معتدل است. نوکر دیوان ندارند.
مولابخش و اسمیت (۱۹۰۶ م) آن را به شکل حسن خوردو و یکی از آبادی‌های سمت راست جاده مشهد به چناران و از توابع بلوک میان ولایت منطقه مشهد ثبت کرده‌اند.
هسته اولیه روستا در ۳۰۰ متری شمال غرب آن و خارج از بافت روستا و قلع‌های شکل بوده‌است. روستا در مرحله نخست توسعه، در محدوه زمانی ۱۳۳۰ تا ۱۳۴۲ انجام یافته و این توصیه با ویژگی مهم گسستگی از هسته اولیه همراه بوده‌است. این مرحله ۶/ ۲۹٪ بافت روستا را شامل می‌گردد. مرحله دوم توسعه، که ۵/ ۲۵؛ مساحت آبادی را به خود اختصاص می‌دهد، در بازه زمانی اصلاحات ارضی تا پیروزی انقلاب اسلامی شکل گرفته و به علت وجود محدودیت توسعه در جنوب به دلیل وجود اراضی کشاورزی، روستا به سمت جنوب غرب مرحله اول توسعه گسترش یافت. با وجود لغو نظام ارباب و رعیتی و واگذاری اراضی روستا به ساکنان آن، به دلیل فقر اهالی و رویکرد آنان به حضور در واحدهای صنعتی، رشد کمی واحدهای مسکونی با آهنگ کند روبرو گردید. در مرحله سوم توسعه که ۹/ ۴۴٪ اراضی دهکده را تشکیل داده و در چهار دهه اخیر به وقوع پیوسته‌است، شاهد نظم و انسجام شکلی و ساختاری معابر و واحدهای مسکونی روستا هستیم که با یک پلان مشخص و بهر هوری از مصالح بادوام شهری، چهره آن را به شکل قابل قبولی تغییر داده‌اند.

## موقعیت جغرافیایی
این آبادی دشتی در موقعیت جغرافیایی ۵۹ درجه و ۳۰ دقیقه و ۴ ثانیه طول شرقی و ۳۶ درجه و ۲۶ دقیقه و ۳۴ ثانیه عرض شمالی واقع گردیده و ارتفاع نسبی آن از سطح دریا ۱۰۲۰ متر است. این دهکده در ۱۲ کیلومتری شمال غرب شهر مشهد قرار گرفته و رودخانه کشف رود در شمال شرق آن روان است. آب و هوای آن معتدل خشک می‌باشد

## مساحت
این روستای کوچک تنها ۸ کیلومتر مربع وسعت داشته و اهالی آن در ۷۰ واحد مسکونی اقامت دارند. تراکم نسبی جمعیت در آن ۶۳/ ۳۰ نفر در هر کیلومتر مربع می‌باشد.

## آثار تاریخی
۱. قلعه حسن خردو: این قلعه که از استحکامات دفاعی شمال خراسان به‌شمار می‌رفته، به گون‌های بوده که مجموعه خانه و کل بافت در درون قلعه قرار داشته و به مرور زمان و تأمین نسبی امنیت، واحدهای مسکونی به خارج از حصار قلعه کشیده شد. اجزای اصلی این قلعه را برج و بارو در اطراف تشکیل می‌داده و دیوار آن از چینه گلی بوده‌است. برج‌ها در گوشه‌ها و در میان این دیوارها همزمان دو نقش متفاوت را بازی می‌کرده‌اند. این بر جها از یک سو جنبه مقاومت و استحکام برای نگهداری دیوار را نداشته‌اند و از سوی دیگر امکان حفاظت و نظارت بر اتفاقات پشت دیوار قلعه را به وجود می‌آوردند. لب ه‌های دیوارها و برج‌ها گاهی دارای کنگره‌هایی است که از یک سو در رد کردن سریع تر آب باران یا برف مؤثر بوده و از سوی دیگر امکان حفاظت از مأمور ناظر از بالا به پایین برج را ممکن می‌ساخته و به گونه ای پناه و استتار به او می‌داده‌است.
آب قلعه نیز از دو طریق چاه و دسترسی زیرزمینی به مسیر قنات فراهم می‌شده‌است تا روستائیان دچار مضیقه نشوند. در حال حاضر، این قلعه ویرانه و غیرقابل استفاده می‌باشد و هیچ اقدامی نیز در خصوص ثبت آن در فهرست آثار تاریخی انجام نشده‌است.

## جمعیت
بر پایه سرشماری عمومی نفوس و مسکن در سال ۱۳۹۵ جمعیت این روستا ۲۴۵ نفر (۷۲خانوار) بوده‌است.